# THE QUIZ SHOW
《THE QUIZ SHOW》（日语：ザ・クイズショウ），是由日本電視台播放的連續劇，同時也是該劇中虛構猜謎節目的名稱。台灣的緯來日本台引進播出的是該劇的第二季，劇名為「電視審判秀」。香港的有線電視奇妙台引進播出的是該劇的第一季，劇名為「一千萬零十二夜」。香港的美亞電視劇集台引進播出的是該劇的第二季，劇名為「益智遊戲」。

## 故事綱要
基本上以一集完結的形式播放；隨著節目的進行，主持人和製作人（或是導播）的關係或秘密，和工作人員們的動向都會漸漸明朗。開頭從介紹來賓的畫面開始，接下來就幾乎和劇中節目的時間相同進行劇情。這個虛構猜謎節目，會和實際播放的電視節目一樣般播放（會上字幕等），也會切換到工作人員（導播室）的鏡頭。
第二季（黃金時段）設定為第一季（深夜時段）兩年後發生的故事。

## 猜謎節目《THE QUIZ SHOW》
有「想實現的夢」的人，皆會收到「銀河電視台」發出的邀請函，請他們參加電視節目「THE QUIZ SHOW」回答問題。全部有7個問題，如果全部答對將獲得獎金1000萬日幣，並得到「Dream Chance」（後述）的挑戰權。
問題原則上有4個選項（有例外），形式為主持人和挑戰者一對一問答，有獲得提示的方法，獎金為一千萬日圓等等設定，都是以百萬富翁為基礎產生。
最初的幾個問題都是簡單的，但隨著難度提高，挑戰者不想碰觸的黑暗的問題會一再出現。當然難度越高，該問題就越逼近核心。主持人「知道挑戰者的全部」，在猜謎過程中，會開始用譏諷的語氣激怒挑戰者。之後主持人和解答者會展開心理戰。
另外在小說版中的設定是，以猜謎節目和紀錄片節目複合的形式，透過問題導出挑戰者人生為主題；不進行預選大會，只邀請擁有能具體實現的夢想的選手參加。

### 獎金
根據正確回答問題的題數，能獲得下列獎金金額。
1. ¥100,000
2. ¥500,000
3. ¥1,000,000
4. ¥2,000,000
5. ¥4,000,000
6. ¥8,000,000
7. ¥10,000,000

### Dream Chance
7個問題全部正確回答的人，能用獎金1000萬日圓換取挑戰最後一個問題的機會；要不要挑戰是挑戰者的自由。正確回答此問題後，如其名銀河電視台就會實現該挑戰者一個夢想。但是失敗的話，之前獲得的獎金都將歸零。

### OUGI（奥義）
途中有不知道答案的問題，挑戰者可以使用「OUGI（奥義）」。只能使用1次（第2季時每個問題各可以使用1次）。挑戰者藉由停止輪盤來決定使用哪個奧義（第1季是由挑戰者喊STOP。第2季是按下STOP鈕）。第2季中有導播可以操作輪盤停止位置的描述。
奥義有「召喚」、「心電感應」、「指引之手」等3種。
- 召喚

和該題目有關聯的「召喚來賓」會現身於攝影棚，給予挑戰者提示。
- 心電感應

可以在電話中得到和該題目有關聯的人物的解答。
第2季則是和關聯者現場連線。
- 指引之手

請現場觀眾投票，讓挑戰者看投票結果決定。和《百萬富翁》的「問現場觀眾」相同，第2季第3集中初次使用。

## 第一季
由日本電視台於2008年7月5日至9月27日，每週六24:55 - 25:25（週日0:55 - 1:25），Saturday TV Labor播放。2009年時「THE QUIZ SHOW」官方網站上將第1季加上《2008 ORIGIN》做介紹。
在數位播放時採取高清製作。類比訊號播放時則是以將螢幕尺寸調成4:3形式播放。節目網站首頁的影片以4:3黑邊播放，雖然當時可以看到全篇，但已在2008年10月31日終止。

### 登場人物・演員
※田崎、山之邊，以及美雪的詳細事項，也請參照挑戰者的條目。

#### 主要角色
- 田崎徹 - 片桐仁（Rahmens（日语：ラーメンズ））

炒熱節目氣氛的主持人。除了製作人－山之邊和嚮導以外，節目工作人員中沒有人知道他的真實身份；但他和每次參加節目的挑戰者都有一些關聯。在節目中一定會講的名台詞是「我，知道你的一切」。平常被幽禁在一個白色牆壁包圍著、謎樣的設施裡。
- 山之邊健吾 - 戶次重幸（TEAM NACS）

拔擢田崎當「The Quiz Show」主持人的節目製作人。拔擢田崎理由的意圖尚未揭露；為了某個目的成立這個節目。和田崎遺失的過去有著密切關聯的人物。
- 銀河電視台的嚮導 - 中村靖日

負責將邀請函交給挑戰者的銀河電視台嚮導，進行挑戰者人選以及身家調查的工作；他也是少數知道田崎真面目的人物之一。雖然穿著整套的西裝，褲子的長度卻極短（將邀請函交給真中昇時，也被他指正過）。似乎是被山之邊個人僱用，山之邊以外的工作人員對他的來歷一概不知。他的真實身份與田崎和山之邊的因緣關係，對於The Quiz Show來說扮演著非常重要的角色。
- 美雪 - 霧島麗香

田崎的戀人，2年前手腕割傷大量出血死亡。她死亡的真相，在本劇中扮演著重要的關鍵角色。
- 松坂 - 津村知與志

節目導播，常被失控的山之邊耍得團團亂。每次登場都穿著怪異圖案的T恤。

#### 挑戰者
- 村瀬龍一郎 - 山本耕史（第1集）

過去僅以1首百萬暢銷曲「美好的世界」聲名大噪，之後不但沒能推出暢銷曲，更因為違反大麻取締法被逮捕，成為被演藝圈放逐的音樂人。現在過著自甘墮落的生活，每天應付討債的人。在躲避討債人途中，從銀河電視台嚮導手中收到「The Quiz Show」的邀請函。想透過Dream Chance實現的夢想是發行新專輯，並讓銀河電視台配合宣傳。一開始回答得很順利，但到中途問題逐漸牽扯到已死的經紀人身上......
和田崎的關係 → 田崎和美雪兩人去看了村瀨的復出演唱會。而村瀨唯一的暢銷曲「美好的世界」，曾在美雪的死亡現場播放。
使用的OUGI → 「心電感應」（前經紀人的妻子登場）
- 新田瞳 - 高橋真唯（第2集）

從女性漫畫家的助手身分獨立出來，是個不會說奉承話、繪畫技術都稱不上厲害的新手漫畫家。因為怎麼樣也無法出道，放棄了當漫畫家的夢想。有暴食的傾向，想透過Dream Chance實現的夢想是在挑戰問題前可以吃盡世界美食。因為說過志願是當漫畫家，前半段的問題都和漫畫有關，不難回答；中途開始導向和過去戀人有關的問題。之後新田正確回答了7個問題，挑戰Dream Chance。但是在回答問題的過程中，想要實現的夢想也出現了變化......
和田崎的關係 → 過去曾在公園替田崎和美雪畫過素描。
使用的OUGI → 「召喚」（過去師事的女性漫畫家登場）
- Smiley北島 - 佐藤二朗（第3-4集）

因利用火星力量的「火星占星術」活躍一時的占星術師，出的書也因此暢銷，電視台還因此爭相邀他上電視節目。以「希望讓更多人了解火星占星術的好處」這個理由，挑戰The Quiz Show。節目一開始就誇口，會用火星的力量預先看到所有的問題。正如他自信的發言，到第3題為止都毫無困難地答對，還有充裕的時間講解與問題有關的小知識。但是田崎突然將預定好的第4題作變更，成了預料外的發展。好不容易回答完7個問題，卻沒有辦法繼續挑戰最後的Dream Chance，說出了放棄。田崎將那樣的北島一步步地逼到絕境......
和田崎的關係 → 過去替田崎和美雪占卜未來「嫉妬纏繞著二人」。
使用的OUGI → 「召喚」（北島說是自己的師父－柳家源五郎的親生兒子登場）
- 内田清美 - 佐藤江梨子（整形前：伊藤麻實子）（第5-6集）

25歳就當上號稱銀座高級俱樂部第一的陪酒小姐。想透過Dream Chance實現的夢想是「獲得雙倍獎金－2000萬日圓」，理由是這樣能炒熱氣氛。前半以美容為中心出題，沒有困難地解答，對田崎擺出高傲的姿態。但到了第4題，有關經濟的題目出現時，雖有名門大學學歷，卻無法回答；田崎給了提示之後總算是突破第4題。接著第5題是有關岩手縣的特產，在田崎說出4個選項前立即回答出來。然後第6題為「真正的内田清美是哪位？」，並放出4名女性的照片。田崎接著揭穿其實清美是岩手縣出身，名門大學學歷是偽造的，高中畢業後帶著積蓄離開老家；到東京後經過4次整形，成為銀座的陪酒小姐，靠著陪睡使事業達到頂峰。因田崎的揭發，剛剛那目中無人的態度一下消失；雖然一度想棄權，受到田崎挑撥而繼續挑戰。第7題為有關心臟移植的題目，使用「OUGI」選到「召喚」，清美的母親出現在節目現場。受到其幫助答對第7題獲得挑戰Dream Chance的權利。「但是為什麼母親會知道關於心臟移植的事呢？」如此懷疑的清美，從母親那裡得知父親患有心臟疾病，必須接受移植手術。接著田崎告訴她，手術費用需要1000萬日圓......
和田崎的關係 → 清美和美雪是朋友。動整形手術前，曾和美雪一起在工作的超市，遠望著進行菜刀販賣秀的田崎。在田崎與美雪去看村瀨的復活演唱會時偶然相遇，還一起吃了午飯。
使用的OUGI → 「召喚」（清美的母親登場）
- 真中昇 - 岡田義徳（第7-8集）

高中畢業後不曾就業，也就是所謂的尼特族。雖然父親曾經營貿易公司，但現在夫妻兩人移居法國，家裡讓給次子（昇的弟弟）夫婦。儘管弟弟逼他早點找到工作、離開家裡，但是本人完全沒有離家或工作的意願。在便利商店裡站著看書時受到嚮導邀請挑戰The Quiz Show。雖然上了節目，卻可以說是完全沒有幹勁，也沒有什麼想要用Dream Chance實現的夢想，厭煩地說「啊那就世界旅行好了」。因為知識淵博所以到第4題都毫無躊躇回答完畢，得到200萬日圓時，表示這樣的獎金已經足夠所以要棄權。田崎當然慫恿他繼續挑戰，卻反而被昇反問田崎自己的夢想是什麼。但是田崎無法回答，反而刺激昇，說他是「水蚤般的男人」。認輸的昇沒有辦法，只好再度挑戰。第5、6題雖是關於貿易的難題，沒有靠提示就正確回答。然後進行到第7題，題目是弟弟正在經營「即將破產」的貿易公司負債額；因為昇完全不知道這個事實，所以使用「OUGI」。選擇到「召喚」，昇的弟弟－忠雄（タダオ）現身於攝影棚。聽了弟弟的坦白，第7題也挑戰成功，接著進入Dream Chance。昇變成尼特族的理由是？以及昇無法透過Dream Chance實現的夢想會是......？
和田崎的關係 → 過去曾在路上和田崎及美雪擦身而過，那時因田崎被撞到肩膀，兩人要買給某人的生日禮物－手錶從田崎手中滾落，被路過的腳踏車壓壞。
使用的OUGI → 「召喚」（昇的弟弟登場）
- 牧村涼子 - 堀内敬子（第9-10集）

銀河電視台社長－牧村的女兒。本人也曾在資訊娛樂部門工作過，2年前辭去銀河電視台的工作，現在沒有工作。並且住在郊外的便宜公寓裡，每天飲酒度日。和父親沒有連絡。受到嚮導邀請時，一開始雖然拒絕了，但聽了嚮導傳達製作人山之邊的留言後，決定參加。想要透過Dream Chance實現的夢想是「再一次與某個人物見面」。涼子出現的當下，MC田崎受過去的記憶折磨。雖然誰都知道田崎無法再勉強主持，但山之邊硬是強迫節目繼續進行。涼子前4題沒有使用「OUGI」，順利地回答，但田崎偶爾會對自己記憶中殘存的印象感到痛苦，使得節目斷斷續續地進行。接著，到了第5題是關於涼子過去的結婚對象，在這堤判明了涼子和山之邊以前曾訂下婚約。而第7題揭曉了田崎的結婚對象－美雪是山之邊的姐姐。涼子為何能夠回答這種問題？雖然很痛苦，但也回答出這題的正確答案；最後終於邁向Dream Chance，而涼子想再見一面的「某個人物」竟是山之邊。究竟涼子能夠再見到山之邊嗎？Dream Chance的問題又帶來令人更加驚愕的事實......
和田崎的關係→ 涼子和山之邊，及山之邊的姊姊美雪和田崎，各有著婚約關係。
使用的OUGI → 未使用
- 田崎徹 - 片桐仁（第11集）

為了慶祝銀河電視台創社紀念舉行的The Quiz Show現場直播特集之前哨戰。田崎跟平常一樣介紹挑戰者時，山之邊突然出現在節目現場。山之邊表示今天的播放特別由自己擔任MC，發表今天的挑戰者為田崎；並且當做特別規則，告訴田崎這次出題只會有Dream Chance一題。田崎想透過Dream Chance實現的夢想不是由田崎本人說出，反而是由山之邊指定；那個夢想是「取回田崎失去的記憶」。田崎2年前因為不明的理由失去了記憶，住院時受到山之邊拔擢，因而擔綱The Quiz Show的主持人，但最近急遽地恢復記憶。山之邊斷言，如果田崎能回答出這個問題，就一定能夠恢復記憶。這次Dream Chance的問題是美雪的死因為何......
使用的OUGI → 未使用
- 山之邊健吾 - 戸次重幸（最後一集）

慶祝銀河電視台創社紀念舉行的現場直播，並且是開播2年The Quiz Show的最後一集。完全恢復記憶的田崎指名山之邊當挑戰者。山之邊想透過Dream Chance實現的夢想是「讓田崎懺悔」。這次的問題和之前完全不同，全部都和山之邊有所關連。對彼此來說是嚴重的創傷，背負著這樣悲傷過去的兩個男人，田崎和山邊最後的The Quiz Show終於揭開序幕......
使用的OUGI → 未使用

#### 其他登場角色
- 葛城誠 - 小椋毅（第1話）

村瀬龍一郎的搭档，2年前橫死。
- 葛城麗子 - 内田慈（第1話）

前經紀人葛城誠的妻子。
- 前園遙 - 阿南敦子（第2話）

曾聘新田瞳擔任助手的女性漫畫家。
- 經紀人- 安田有志（日语：安田ユーシ）（第3-4話）

Smiley北島的經紀人。
- GOR☆GEOUS（第3話）

飾演本人。
- 柳家四郎 - 室剛（第4話）

Smiley北島說是師父的柳家源五郎的兒子。
- 製作人- 犬飼若博（第4話）

讓Smiley北島以柳家源五郎的弟子身份亮相，替北島做了上電視節目表演的契機。
- 菊子 - 大島蓉子（第5-6話）

内田清美的母親。
- 清美的父親 - 渡邊哲（第5-6話）

内田清美的父親。
- 忠雄- 宮野真守（第7-8話）

真中昇的弟弟。
- 牧村幸三 - 山田明郷（第9話）

銀河電視台社長，牧村涼子的父親。之後在第2季會提到，他因山之邊、田崎一行人的事件受到牽連，受到人事變動。

### 其他
除了田崎的挑戰者們，分別象徵了基督教的七宗罪（詳細解說收錄在DVD的幕後花絮中）。
- Episode 1 傲慢 - 村瀬龍一郎
- Episode 2 暴食 - 新田瞳
- Episode 3 強欲 - Smiley北島
- Episode 4 色欲 - 内田清美
- Episode 5 怠惰 - 真中昇
- Episode 6 憤怒 - 牧村涼子
- Episode 7 嫉妬 - 山之邊健吾

### 工作人員
- 企劃・原案：森谷雄（Atmovie）
- 音樂：NARASAKI
- 導演：及川拓郎、高橋秀明
- 劇本：及川拓郎、蓬莱龍太、戸次重幸
- 製作人：池田健司、森谷雄
- 助理製作：田澤直樹
- 攝影：佐藤雅浩
- 燈光：橫路和幸
- 整體設計：坪田幸之
- 問題設計：永野高廣（日语：永野たかひろ）
- 標題、電腦動畫：本田貴雄
- 主題曲：Pay money To my Pain 「Paralyzed ocean」（Vap Inc.）
- 協力製作：Atmovie Creative
- 製作著作：D.N.Dream Partners、VAP

## 第二季
2009年4月開始，以《THE QUIZ SHOW GOLDEN》在星期六戲劇時間帶播出，高清製作，由櫻井翔主演。本季時間設定在第1季的2年後，每次的播出都是現場直播。登場人物全部都是新的，除了從第1季就出現的山之邊有登場以外，最後一集還有飾演MC田崎的片桐仁客串演出。
2009年8月21日「THE QUIZ SHOW 2009 DVD-BOX」發售。
宣傳標語為「答案，你自己最清楚。」

### 登場人物・演員

#### 主要人物
- 神山悟 - 櫻井翔（嵐）

以「MC-KAMIYAMA」身分擔任益智遊戲節目「The Quiz Show」的主持人，揭露隱藏在挑戰者身上的事實。因某個墜樓意外而失去記憶，偶爾想起欠缺的記憶時，會引發激烈的頭痛。當初連自己的本名「神山悟」也完全不知道。和前一季的田崎相同，名台詞是「我，知道你的全部」。神山悟很依賴本間俊雄。平常被幽禁在一個被白色牆壁包圍、謎樣的設施裡。
- 本間俊雄 - 橫山裕（關西傑尼斯8）

「The Quiz Show」的導播。秘密地為了自己的某個計劃，而策劃了這個節目，已事先做好心理準備，不管發生什麼事，都將坦然面對。
有時會採取旁若無人的舉動，常與製作人－冴島涼子對立。
- 高杉玲奈 - 松浦亞彌

「The Quiz Show」的節目助理導播（第9集以後升為導播）。從目擊到神山被本間和嚮導帶走以來，就一直對他們的關係有興趣。對本間抱持著好感。
- 嚮導（依田真一） - 篠井英介

將邀請函交給挑戰者，邀請他們上節目的嚮導。除本間以外，唯一出入幽禁神山設施的人物。和本間有著某種關係，和他進行的計畫有著深刻的關連。
- 米倉信三 - 田中哲司

在「The Quiz Show」裡負責影像效果。
- 竹内昂 - 和田正人（D-BOYS）

在「The Quiz Show」裡負責音效。
- 浦澤瞳 - 森脇英理子

在「The Quiz Show」中負責現場的時間掌控（Time Keeper）。
- 佐伯幸三 - 今井隆文

「The Quiz Show」的助理導播（第1季時有提到名字）。
- 小山希 - 白石實希（日语：白石みき）

「The Quiz Show」的助理製作人（Assistant Producer）。
- 冴島美野里 - 大橋望美

冴島的女兒（養女）。很喜歡「The Quiz Show」，每週都會收看。她也是冴島為「The Quiz Show」奮鬥的原動力之一。第6集時被挑戰者－桂木誠綁架。
- 新田美咲（得年18歲） - 水澤惠麗奈

出現在神山片段的記憶中的少女。4月1日出生。和神山、本間是在孤兒院一起長大的青梅竹馬。童年時被雙親遺棄，雖然在兒童養護設施（請參照児童養護施設）成長，但是卻有著開朗、天真爛漫的性格，讓人一點也感受不到她有著辛苦的境遇。擅長韻律體操。在西奈湖小型飛機墜落意外中的唯一死者。發生在她身上的事、她的死因都會在這個故事的結尾完全揭露。
- 山之邊健吾 - 戸次重幸

2年前播放的「The Quiz Show」（第1季）的節目製作人。本間的前上司，雖然擔心本間的行為而給予忠告，但卻被本間以「才不會犯像你那樣的錯誤」拒絕。因2年前自己引起的事件（第1季的最後一集）遭銀河電視台解雇。
- 松坂源五郎 - 泉谷茂

「The Quiz Show」的燈光師。有著道地東京之子的氣質，對冴島也會做出不留情面的發言。工作人員們暱稱他為「源叔」。
- 田所治 - 榎木孝明

銀河電視台的編成局長，為冴島的前夫。因為本間在節目中有過度激烈的行為，使得收視率下降；雖然他也害怕和挑戰者之間會產生糾紛，但為了得到高收視率，始終沒有使出強硬的手段。因為害怕2年前的「田崎與山之邊引起的事件」再度發生，在出現播放意外時將冴島解雇。
- 冴島涼子 - 真矢美季

「The Quiz Show」的現任節目製作人。對本間不遵從自己指示來進行節目的做法感到不滿，有時會和本間對立。並且，田所也會對節目的進行或收視率做出指責，相反地也會稱讚。抱著「The Quiz Show是我的節目」這樣強烈的信念，決不中途放棄節目。和神山與本間的過去緊密地相連著。不喜歡前夫－田所叫她「涼子」。
過去的工作為跑現場報導新聞的記者，因故而被調離職位，和田所約定會再回到原本的位子。

#### 挑戰者
- 安藤康介 - 哀川翔（第1集）

音樂人；為連續發行「老子，initiative」等暢銷作品，人氣搖滾雙人組「顏色樂團」（簡稱顏樂）的主唱。但是轉向個人活動之後，除了「愛情毒藥」以外的歌曲完全賣不出去，過著懷才不遇的日子。許下「由銀河電視台主辦世界巡迴演唱會」的願望，挑戰Dream Chance；第3題為止都很順利，但第4題時神山出了腳本上沒有的問題，使得安藤開始難以回答；並且問題也漸漸逼近顏樂過去的成員John被殺害的真相。順帶一提本人自稱是「米克·賈格爾的轉世」，不過米克·賈格爾尚未過世。第四題時使用奧義「心電感應」，Dream Chance時使用「召喚」。（召喚出安藤的經紀人）
和神山的關係→在河邊彈唱「老子，initiative」時與神山相遇。
- 美嘉( Mika ) - 美波（第2集）

受歡迎的19歳手機小說家。小說「戀，戀，戀?」銷售超過200萬本，受到女高中生熱烈支持而成為人氣小說家。特徵為不管對誰講話都很隨便；活用自己的美貌，以時尚模特兒的身份活躍，被稱為「有如女高中生教祖般的存在」。在被邀請至The Quiz Show不久前，才發行了第三部作品「戀愛摩斯密碼」。許下願望：「讓銀河電視台將新作－戀愛摩斯密碼，改編成偶像劇，並連續撥放一整年。」，挑戰Dream Chance。但第4題開始，接觸到有關美嘉2年前心臟病死亡的母親－高島美樹的問題，使美嘉慢慢地開始心神不定。並且透過問題，神山揭露隱藏在3部作品中的秘密，在進入最後的問題之前，美嘉將Dream Chance的內容改成真正的夢想。第7題時使用奥義「召喚」（召喚出美嘉的祖母）。
和神山的關係→ 童年時（11歳左右）和安藤相同，在河邊與神山及美咲相遇。
- 宮本健治 - 成宮寬貴（第3集）

自由學校（Free School）「新・阿爾卡迪亞」負責人。從全國各地集合年輕人，透過義工活動持續推導「心靈教育」，被認為是年輕指導、教育者的楷模。「當作義工活動的資金，希望獲得獎金限額最高的一億元」，以此願望挑戰The Quiz Show。但是從第4題開始出現逼近「新・阿爾卡迪亞」核心的問題，連線到該學校時宮本開始慌張了起來。成為關鍵的是因「召喚」登場的特別來賓－高橋一。而在第1季未使用的奧義「指引之手」，在第5題時第一次使用。在Dream Chance時也使用了「召喚」。（召喚出新・阿爾卡迪亞的學生）
和神山的關係→ 在河上的吊橋和醉醺醺的宮本相遇。
- 祐天寺NOKKO - 淺野優子（日语：浅野ゆう子）（第4集）

以“十二生肖力量”大受歡迎的人氣占卜師。曾以本名「紀子」在網路上經營部落格。占卜時一定會說的台詞是「你會猝死喔」。匿稱為「NOKKO老師」或是「老師」。不管是哪裡的電視台都爭相邀她上節目，銀河電視台也希望她能在銀河電視台開節目，是當紅寵兒。並沒有特別在意Dream Chance，說是「讓銀河電視台全力宣傳十二生肖力量的魅力」，以此迎接挑戰。NOKKO表示自己毫無疑問地會獲得勝利，到第3題為止都能馬上回答，並且還輕鬆地展露有關那些問題的知識；但到了第4題，神山因心情改變了題目，NOKKO開始無法順利作答。從第4題開始，漸漸出現關於NOKKO自己的問題，NOKKO成為占卜師以前的路程和真相也被揭發，在進入Dream Chance前變更了夢想。在Dream Chance時使用了奧義「召喚」（召喚出NOKKO以前使用的網誌的營運公司的社員）。
和神山的關係→ 神山和美咲在烤肉時，因為「作多了」而把炒麵分給他們。兩人邀她「跟我們一起吃嗎？」，但被拒絕。
- 友部公一郎 - 石黑賢（第5集）

別名為“神之手”的外科醫師。論文、開刀技術都十分優秀，是公認的「天才」。因其優秀的能力很快地升為教授，為醫界中的特別案例。成功完成財務大臣－田中守的困難手術而造成話題，以Doctor・Friend之名擔任醫療系戲劇「God hand雅」的監製，另外也謠傳友部要往政界發展。表示「如果獲勝了，讓銀河電視台設立『友部公一郎紀念醫院』」，來挑戰Dream Chance（總額超過5億日圓）。到中間為止交錯著醫療相關的問題，所以回答得很順利；但到了關於政治獻金等和友部有關的隱私，以及和前任教授－小林保相關的問題時，友部開始動搖了。在Dream Chance使用的奧義為「召喚」（召喚出中西朋美）。
和神山的關係→ 美咲倒地時進行了急救。
- 桂木誠 - 堀内健（搞笑團體「海王星」）（第6集）

桂木大學畢業後雖曾當過派遣社員，在2年前失業。之後和母親一起生活，沒有再就職的念頭，從母親那裡要生活費；成天看漫畫、打電動，偶爾出門看看花草是他的興趣。對Dream Chance沒有什麼興趣，在節目的事前問卷調查裡寫上「限度最高額獎金一億日圓」。桂木知道冴島和美野里的關係，在上節目前綁架了美野里。每回答完一個問題，就反向神山出題（問題的答案乍看沒什麼關係，但會成為綁架美野里場所的提示）。把自己策劃的綁架稱為「遊戲」，惹火了The Quiz Show的工作人員。但自桂木的母親登場之後他的態度出現變化，在神山告知其母親患有心絞痛之後，表情開始狼狽了起來。神山向桂木說完最後的話之後，本應加上「開玩笑的啦〜」來做結束，但並沒有這麼做。在第7提使用的奧義為「召喚」。（召喚出母親）
和神山的關係→ 和祐天寺NOKKO相同，與神山二人共享咖哩。
- 柴田勇樹 - 杉本哲太（第7集）

柴田是曾經在航空公司工作過的飛行員。許下願望「讓銀河電視台買進小型客機，以此為基礎開設飛機公司」，以此來挑戰The Quiz Show。8年前不小心讓自己操縱的小型客機墜落（西奈湖小型飛機墜落意外），從那之後辭去飛行員職務，轉為處理公司事務。雖然宣稱意外的原因是自己操縱失誤，但隨著有關意外的問題出現，事實的真相也漸漸明朗。而因為神山開始回憶起過去，造成身體狀況變差，The Quiz Show因此中斷了好幾次；最後在DREAM CHANCE前，因神山昏倒讓節目強制結束，以播放意外處理。最後一題時雖回答了意外真正的原因，卻無法挑戰DREAM CHANCE，柴田對此嘆息時，本間出現並表示「最後回答的問題和DREAM CHANCE相等」，而從本間那裡收到航空公司的錄取通知，實際上算是通過了DREAM CHANCE。但本間也說「這是替神山給的」、「不想再見到你」，便無視柴田轉身離去。柴田在挑戰者中比任何人都想實現夢想，是最積極回答問題的人。沒有使用奧義。
和神山的關係→ 和過去的挑戰者們一起搭乘過柴田駕駛的飛機。
- 冴島涼子 -真矢美季（第8集）

在第8集時以「前節目製作人」的身分出現。因前一週的播放意外被銀河電視台追究責任而遭解雇。
冴島上節目挑戰，Dream Chance的願望是「回銀河電視台工作」。8年前，休產假期間偶然出現在西奈湖小型飛機墜落意外的現場，作為唯一的報導記者進行取材。而那時因追究管轄問題，獲得了報導大獎；但也因為取材時太勉強自己，最後導致流產。
失去孩子的悲傷讓她過度投入工作，還和丈夫田所離婚。之後為採訪前往過去美咲待過的兒童養護設施，在那裡和當時3個月大的美野里相遇，收她為養女。在報導管轄問題時，為了使報導具衝擊性而利用了美咲的死，遭到本間深深地怨恨。Dream Chance時使用了奥義「召喚」。（召喚出養女）
- 神山悟 - 櫻井翔（第9集）

神山和平常一樣要介紹來賓時本間突然出現，宣布今天神山是解題者而自己是司儀，要讓觀眾知道「MC-KAMIYAMA」的本性。神山為了實現Dream Chance「知道一切的真相」，挑戰回答問題。本間出的問題全部都和神山或美咲的過去有關，而Dream Chance的問題為美咲的死因為何。未使用奧義。
- 本間俊雄 - 横山裕（最後一集）

預定讓神山悟償還自己犯下的罪惡的特別篇，同時也是The Quiz Show的最後一集。但在節目開始後，神山指名要本間當解題者。本間許的願望是「讓神山贖罪」，以此挑戰解題。這次在Dream Chance中，神山使用了奧義「召喚」（召喚出嚮導依田真一，即本間父親的第一秘書）。

#### 其他登場角色
- 駒澤 - 東根作壽英（第1集）

安藤的經紀人。因單曲銷量不佳而受到焦躁的安藤的暴言暴行，為此而煩惱。
- 福山翼 - 池田成志（第1集）

藝名「Joe」。安藤在「顏色樂團」時代的搭檔。在自家公寓裡遭到殺害。
- 邁克（Mike Hunters） - 馬提（Marty Friedman）（第1集）

北卡羅萊那州藝術大學綜合藝術學科的名教授。口頭禪是「烤了就能吃」。
- 川上大輔 - 神保悟志（第2集）

美嘉所屬的經紀公司「天使的Angel」的社長。以冷酷的態度對待美嘉。
- 高島美樹 - 宮田早苗（第2集）

美嘉的母親。在美嘉上The Quiz Show的2年前過世。
- 高島沙世 - 森康子（第2集）

美嘉的祖母。被美嘉單方面嫌棄並保持距離。
- 高橋一 - 金井勇太（第3集）

過去待過「新･阿爾卡迪亞」的青年。異常地害怕宮本，節目途中還從休息室逃跑。
- 搞笑藝人 - 狩野英孝（第4集、特別演出）

在占卜節目登場的來賓。NOKKO 替他占卜，宣告他「如果不剃光頭就會猝死」。狩野在本集也表演了他的著名橋段。
- 紗智子 - 伊佐山博子（日语：伊佐山ひろ子）（第4集）

祐天寺NOKKO的母親。NOKKO小時候，母親比起女兒總是以交往對象的男人為優先，說自己「當母親之前也是個女人」。然後在NOKKO8歲時將她帶到育幼院，說出「不要叫我媽媽」，和她斷絕關係。之後去見有了名氣的NOKKO，卻被冷淡地回應「妳是誰？」。
- 中西朋美 - 蘭香莉亞（日语：蘭香レア）（第5集）

城北醫科大學附屬醫院的護士。知道友部的真正秘密。
- 小林保 - 品川徹（第5集）

城北醫科大學附屬醫院教授，疏離友部。為友部前任的教授，在該醫院去世。
- 佐藤 - 須永慶（第5集）

城北醫科大學附屬醫院醫學部長。委託友部進行小林的手術。
- 神之手雅 - 松本寛也（第5集）

以友部當範本的連續劇主角。
- 桂木美佐子 - 立石凉子（第6集）

桂木誠的母親。在誠失去工作之後，開始持續1天勞動15個小時的生活，身體因此過度勞累，患有狹心症。
- 田崎徹 - 片桐仁（最後一集）

2年前播放的「The Quiz Show」（第1季）的主持人。和山之邊後來成為會一起去喝酒的友人。
- 8年前高中同學本間、神山與美咲決定在畢業前到西奈湖賞罌粟花及在小飛機上賞湖，結果飛機故障墜機，美咲是唯一落水的乘客，雖然急救保住性命，但卻成為植物人。
- 包括製作人冴島涼子在內的第二季節目來賓，都是當年搭乘飛機賞湖的遊客。本間對於美咲遭逢不幸，這些乘客卻平安無事相當難以接受，因此在節目中揭發這些人不為人知的黑暗面作為報復。
- 8年前神山向美咲告白，得知本間與美咲早已決定共度一生，由於當天是4月1日是愚人節，神山決定先不告訴本間真相，要美咲將自己告白的話寫在信件中，等賞完湖後再告訴本間，但因為墜機事故，本間與美咲的夢想就此消失無蹤。
- 本間聽信神山的謊言誤以為美咲喜歡的是別人，在醫院中將已成植物人的美咲的點滴中下藥，美咲因此中毒身亡；絕望的他決定在醫院頂樓跳樓自殺，神山上前阻止，自己卻失足墜樓，雖然幸運保住一命，卻整整昏迷了6年才醒過來。
- 本間原本計劃在最後一集節目中吞藥自殺，神山告知真正的實情後阻止了他。最後本間在節目結束後到警局自首。銀河電視台隨後開闢了新節目，由玲奈擔任導播、神山擔任主持人。

### 工作人員
- 劇本：及川拓郎
- 導演：南雲聖一、佐久間紀佳、狩山俊輔
- 音樂：NARASAKI
- 製作人：池田健司 、森谷雄
- 總製作人：永野高廣
- 演出：南雲聖一、佐久間紀佳、狩山俊輔
- 撮影：長嶋秀文
- 燈光：山本智浩
- 美術設計：高野雅裕
- 編集：古屋信人
- 效果：有木岳人
- 電腦動畫：本田貴雄
- 問題設計：永野高廣（日语：永野たかひろ）
- 制作協力：Office Crescendo
- 製作著作：Atmovie

### 播放日期、標題、收視率
| 集數 | 播放日期   | 標題                                                 | 收視率 |
| ---- | ---------- | ---------------------------------------------------- | ------ |
| 1    | 2009/04/18 | 地獄般的真相!夢幻節目制裁人氣搖滾歌手!               | 14.0%  |
| 2    | 2009/04/25 | 與手機小說家的對決!!大受歡迎的作家所隱藏的秘密和眼淚 | 11.9%  |
| 3    | 2009/05/02 | 失憶的主持人對上熱血教師!? 純潔的心現在...           | 11.6%  |
| 4    | 2009/05/09 | 與魅力算命師的對決!! 改變命運的母親節禮物            | 10.6%  |
| 5    | 2009/05/16 | 監視攝影機的真相!! 解開死亡謎團的鑰匙                | 11.1%  |
| 6    | 2009/05/23 | 現場直播中發生綁架事件!! 女兒的性命!?                | 9.9%   |
| 7    | 2009/05/30 | 昏厥的主持人!! 終於明瞭失憶的謎團!!                  | 11.4%  |
| 8    | 2009/06/06 | 墜落意外的謎團和真相 一切都從這裡開始!!              | 12.5%  |
| 9    | 2009/06/13 | 坐在解答席上的主持人...是誰殺了她?                   | 13.2%  |
| 10   | 2009/06/20 | 最後的衝擊!!復活的主持人所主持的最後一集             | 14.6%  |

### 主題曲
- 《明日の記憶》嵐（J Storm）

### 備考
- 主演的櫻井翔為睽違6年首次單獨主演該時段播出的連續劇（《，中譯熱血小教師》以來）共演的松浦亞彌則是自《愛情一本道》之後4年6個月以來，接演連續劇以及在星期六時段演出固定班底。
- 第1、2、3集分別在正式播放5天後，在日本電視台下午放送的時段（15:55 - 16:53）重播（只有第1集播放重新編輯的版本）（註：「ゴゴドラ（日语：ゴゴドラ）」為日本電視台一個專門重播各個節目時段的名稱）。
- 第一集中「老子，initiative」的歌詞字幕「CHIBU」（tive的日文唸法）打成了「CIHBU」；在原聲帶的歌詞本上面的部份也是前面寫為“CHIBU”，後面為“CIHBU”。
- 中山裕介在2009年5月5日播放的綜藝節目，於處罰遊戲中模仿演唱第1集哀川翔飾演的安藤康介的歌曲「老子，initiative」。
- 《THE QUIZ SHOW》雖然在台灣節目名稱譯為「電視審判秀」，但同時也是劇中的節目名「千萬大猜謎」（本條目以THE QUIZ SHOW亦稱之）。

## 作品的變遷
| 日本電視台 周六 24:55 - 25:25（周日0:55 - 1:25） | 日本電視台 周六 24:55 - 25:25（周日0:55 - 1:25）  | 日本電視台 周六 24:55 - 25:25（周日0:55 - 1:25） |
| ------------------------------------------------ | ------------------------------------------------- | ------------------------------------------------ |
|                                                  | THE QUIZ SHOW (第1期) （2008.7.5 - 2008.9.27）    |                                                  |
| 2COOL! （2008.4.5 - 2008.6.28）                  | 禿子 （2008.10.4 - 2008.12.28）                   |                                                  |
| 週六連續劇                                       |                                                   |                                                  |
| 守財奴 （2009.01.17 - 2009.03.14）               | THE QUIZ SHOW (第2期) （2009.04.18 - 2009.06.20） | 華麗的間諜 （2009.07.18 - 2009.09.26）           |

| 緯來日本台 週一至週五晚上10點 - 睌上12點（一天一次撥最新兩集） | 緯來日本台 週一至週五晚上10點 - 睌上12點（一天一次撥最新兩集） | 緯來日本台 週一至週五晚上10點 - 睌上12點（一天一次撥最新兩集） |
| -------------------------------------------------------------- | -------------------------------------------------------------- | -------------------------------------------------------------- |
|                                                                | 電視審判 （2013年6月6日－2013年6月12日）                       |                                                                |
| 南極大陸 （2013年5月29日－2013年6月5日）                       | 案怪獸 （2013年6月13日－2013年6月19日）                        |                                                                |

## 外部連結
- 台灣緯來日本台官方網站（页面存档备份，存于）